# Notochodaeus sakaii
Notochodaeus sakaii är en skalbaggsart som beskrevs av Ochi, Masumoto och Li 2006. Notochodaeus sakaii ingår i släktet Notochodaeus och familjen Ochodaeidae. Inga underarter finns listade i Catalogue of Life.